# Wronino
Wronino – wieś sołecka  w Polsce położona w województwie mazowieckim, w powiecie płońskim, w gminie Naruszewo.
Wieś szlachecka położona w ziemi wyszogrodzkiej była własnością Jana Dłużniewskiego. W latach 1975–1998 miejscowość administracyjnie należała do województwa ciechanowskiego.